# Rondas Ostensivas Tobias de Aguiar
O 1° Batalhão de Choque "Tobias de Aguiar" é um batalhão da Polícia Militar do Estado de São Paulo, subordinado ao Comando de Policiamento de Choque e que abriga o grupo Rondas Ostensivas Tobias de Aguiar - ROTA.
Criada na década de 1970 para combater ações da resistência armada durante o regime militar, conta hoje com cerca de oitocentos integrantes, chamados de "boinas pretas", é considerada a tropa de elite da Polícia Militar de São Paulo.

## História
Tobias de Aguiar, patrono do batalhão, foi um importante político e militar brasileiro do século XIX, que participou de diversos conflitos e movimentos liberais durante o Império.
O 1° Batalhão de Choque foi criado em 1891 e a ROTA em 1970, como sua modalidade de policiamento para cumprir a função de ronda bancária contra os assaltos a banco perpetrados pela guerrilha.
Era constituído por equipes motorizadas de quatro homens com armamento pesado. Com a derrota da guerrilha, ainda no início dos anos 70, as tropas de choque foram mantidas no policiamento e na repressão ao crime comum. Já existiam rondas semelhantes desde o fim dos anos 50, mas elas ficavam a cargo da Polícia Civil.
A ROTA se tornou célebre devido à sua grande violência e número de mortos. Isso levaria alguns autores a classificá-la como a “institucionalização” do esquadrão da morte.
Um de seus primeiros policiais a tombar no combate à guerrilha urbana de movimentos de esquerda, foi o cabo PMESP Nelson Martinez Ponce, assassinado ao tentar salvar os passageiros de um ônibus em Vila Brasilândia, que estavam sendo retirados sob ameaça de armas dos guerrilheiros do Movimento de Libertação Popular, em 1 de novembro de 1971.